# Борац (футбольний клуб, Чачак)
«Борац» (Чачак) (серб. ФК Борац Чачак / FK Borac Čačak) — сербський футбольний клуб з міста Чачак.
Заснований 1926 року. «Борац» грає на стадіоні «Чачак» («Стадіон край Мораві»), котрий розрахований на 10 000 місць, з них 4000 — із сидіннями.
Кольори клубу — білий і червоний. Через горизонтальні смуги на формі команду прозвали «зебрами». У Сербії уболівальників «Борац» прозвали «Військом».

## Єврокубки
2008 року «Борац» дебютував у єврокубках. У першому кваліфікаційному раунді Кубка УЄФА 2008—2009 «Борац» зіграв з молдавською «Дачією» (1:1, 3:1), у другому кваліфікаційному раунді — з болгарським «Локомотивом» (1:0, 1:1), і в першому раунді — з нідерландським «Аяксом» (1-4, 0-2).

## Відомі гравці
- Івиця Драгутинович
- Зоран Костич
- Боян Симич
- Милош Живкович
- Ненад Іняц
- Марко Ломич

## Відомі тренери
- Миодраг Божович
- Борис Буняк